# HD45607
HD45607 — хімічно пекулярна зоря спектрального класу A5, що має видиму зоряну величину в смузі V приблизно  7,6.
Вона  розташована на відстані близько 1353,3 світлових років від Сонця.